# Pink Venom
"Pink Venom" é uma canção gravada pelo girl group sul-coreano Blackpink, lançada em 19 de agosto de 2022. Foi lançada pela YG Entertainment e Interscope Records como um single de pré-lançamento do segundo álbum de estúdio em coreano do grupo, Born Pink (2022). Descrita como uma canção de hip-hop que incorpora instrumentos tradicionais coreanos, a faixa foi escrita por Teddy e Danny Chung e composta por Teddy, 24, R. Tee e Ido.
"Pink Venom" foi um sucesso comercial e alcançou o primeiro lugar na Billboard Global 200 por duas semanas, tornando-se o primeiro single número um do grupo na parada. Na Coreia do Sul, a faixa liderou a parada South Korea Songs da Billboard e alcançou o segundo lugar no Circle Digital Chart. Tornou-se a primeira canção de um grupo de K-pop a liderar o ARIA Singles Chart da Austrália. Um videoclipe de acompanhamento foi lançado ao lado do single no canal do Blackpink no YouTube. Ele recebeu 90,4 milhões de visualizações em 24 horas, a maior estreia de 24 horas para um videoclipe em 2022.

## Antecedentes e lançamento
Em 6 de julho de 2022, a YG Entertainment anunciou que o Blackpink estava finalizando a gravação de seu novo álbum e se preparando para gravar um videoclipe em meados de julho para lançamento em agosto. A gravadora também confirmou que o grupo embarcaria na maior turnê mundial de um girl group de K-pop da história. Em 31 de julho de 2022, a YG Entertainment lançou oficialmente o vídeo do trailer do álbum através das contas oficiais de mídia social do grupo, anunciando que a turnê mundial começaria em outubro, após um single de pré-lançamento em agosto e o próprio álbum em setembro. A gravadora confirmou mais tarde que dois videoclipes foram filmados para apoiar o álbum, supostamente com os maiores orçamentos de produção que já investiram em um videoclipe. Em 7 de agosto de 2022, foi anunciado que o single de pré-lançamento do álbum seria intitulado "Pink Venom" e lançado em 19 de agosto.
Em 10 de agosto, dois conjuntos de pôsteres individuais das integrantes foram postados nas contas oficiais de mídia social do Blackpink. Nos dias 11 e 12 de agosto, dois conjuntos de vídeos de teasers conceituais individuais foram lançados para cada integrante. Em 13 de agosto, os créditos da canção foram divulgados através de um pôster, onde as quatro integrantes foram vistas pela primeira vez juntas sob o novo conceito do álbum. Um novo vídeo conceitual foi apresentado um dia depois, mostrando todas as quatro integrantes presas em uma caixa de vidro. Em 17 de agosto de 2022, a prévia do videoclipe foi lançada. Em 19 de agosto, o videoclipe foi estreado e lançado ao lado do "#PinkVenomChallenge".

## Composição
"Pink Venom" foi escrita por Teddy Park e Danny Chung e composta por Teddy, 24, R. Tee e Ido, enquanto a produção foi feita por Teddy. Foi descrito como uma canção de hip-hop, EDM e pop rap que incorpora instrumentos tradicionais coreanos, como o geomungo. Em termos de notação musical, a canção foi composta em dó maior com 90 batidas por minuto. Liricamente, a canção expressa a confiança e a dupla identidade do Blackpink como doce e mortal. No título da faixa, Jennie comentou: "Já que 'pink' e 'venom' têm imagens contraditórias, achamos que eles eram uma espécie de reminiscência de nós... É veneno rosa, um veneno adorável, são as palavras que mais nos expressam." Um dos versos de Lisa em "Pink Venom" faz referência à letra "One by one, then two by two" do single de estreia de Rihanna em 2005, "Pon de Replay".

## Recepção crítica
| Críticas profissionais | Críticas profissionais |
| Avaliações da crítica  | Avaliações da crítica  |
| Fonte                  | Avaliação              |
| ---------------------- | ---------------------- |
| NME                    | [ 23 ]                 |

"Pink Venom" foi recebida com críticas geralmente mistas a positivas dos críticos de música. Jon Caramanica, do The New York Times, disse que a canção "tem o conforto da anarquia". Ele acrescentou: "A cada quatro compassos, uma nova abordagem entra - elasticidade familiar do K-pop, temas soltos do Oriente Médio, rock espalhafatoso, rap da Costa Oeste e muito mais. Existe onde o maximalismo passa da filosofia para a estética". Tanu I. Raj da NME disse que "Pink Venom" é uma "previsão promissora de sua nova era". Lauren Puckett-Pope escrevendo para Elle disse: "A música é cativante, mas desconcertante, uma mistura desorientadora de rap, vocais flutuantes e um refrão anti-drop, apresentando alguns easter eggs nas letras".

## Desempenho comercial
“Pink Venom” estreou no topo da parada global diária de músicas do Spotify com 7,9 milhões de streams, tornando-se a primeira canção de um grupo feminino e a primeira canção coreana a fazê-lo, bem como a maior estreia de um ato de K-pop em 2022 e de um ato feminino na década até agora. Permaneceu no número um pelo segundo e terceiro dia, tornando o Blackpink o primeiro ato de K-pop a liderar o gráfico por vários dias. Na Coreia do Sul, o single rapidamente liderou as principais paradas em tempo real, como MelOn e Genie, após o lançamento. A canção estreou no número 2 no MelOn Daily Chart, tornando-se a maior estreia de um ato feminino em 2022. A canção estreou no número 22 na edição da Circle Digital Chart de 14 a 20 de agosto com menos de dois dias de rastreamento. A canção foi bem sucedida comercialmente na China, varrendo várias paradas no maior site de música do país, QQ Music.
Na Austrália, a canção estreou no número 1 no ARIA Singles Chart em 29 de agosto, tornando o Blackpink o primeiro grupo de K-pop a liderar a parada e o primeiro artista coreano a chegar ao topo da parada desde "Gangnam Style" de Psy.

## Video musical
Uma prévia do videoclipe de 24 segundos para "Pink Venom" foi lançado em 17 de agosto de 2022, seguido pelo videoclipe oficial em 19 de agosto, ambos no canal oficial do Blackpink no YouTube. O videoclipe alcançou 20 milhões de visualizações em apenas três horas e 90,4 milhões de visualizações em 24 horas, superando o recorde anterior de sua própria faixa "How You Like That" (2020) para o vídeo mais visto por uma artista feminina em um único dia. Também marcou a maior estreia de videoclipe de 2022 e a terceira maior estreia de videoclipe de todos os tempos. O vídeo alcançou 100 milhões de visualizações em 29 horas, ultrapassando "How You Like That" como o videoclipe mais rápido de uma artista feminina a atingir essa marca. Um vídeo dos bastidores das filmagens foi lançado em 19 de agosto. O vídeo da prática de dança foi carregado em 24 de agosto, mostrando o grupo, vestido de branco, dançando cercado por um exército de dançarinas vestidas de preto.
No início do videoclipe, Jisoo, usando um toque contemporâneo em um hanbok, toca uma melodia em um geomungo enquanto cercada por fileiras de figuras ajoelhadas de capuz preto usando fones de ouvido VR e cantando "Blackpink". Então Jennie desfila por um tapete vermelho colocado na frente de um caminhão monstro usando um vestido vermelho-sangue transparente e saltos pretos. Lisa pega uma maçã preta de uma árvore e a come, e Rosé, usando um minivestido de látex, tira um coração preto de um corpo d'água. Lisa e Jennie fazem rap juntas, em que Lisa usa um estilo inspirado em streetwear em uma camisa de basquete cortada e macacão jeans com um chapéu de balde, e Jennie usa uma camisa cortada do Manchester United combinada com colares de pérolas e uma gargantilha. Durante seus versos, Jisoo interpreta uma vampira e Rosé toca uma guitarra elétrica em uma caverna iluminada pelo fogo. No refrão, as integrantes do grupo executam a coreografia juntas em vários cenários, incluindo uma tempestade de areia furiosa e uma selva.

## Reconhecimentos
| Programa      | Data (2 no total)    | Ref.   |
| ------------- | -------------------- | ------ |
| Show Champion | 24 de agosto de 2022 | [ 40 ] |
| M Countdown   | 25 de agosto de 2022 | [ 41 ] |

## Apresentações ao vivo e promoções
Em 17 de agosto, a YG Entertainment revelou um cronograma para a campanha "Light Up The Pink" do grupo, na qual vários pontos de referência em todo o mundo seriam iluminados de rosa para promover a canção a partir de 18 de agosto. Blackpink apresentará "Pink Venom" pela primeira vez no MTV Video Music Awards de 2022 em 28 de agosto de 2022, marcando sua estreia na premiação americana.

## Créditos e pessoal
- Blackpink – vocais
- Teddy – compositor, letrista
- 24 – compositor, arranjador
- R. Tee – compositor, arranjador
- Ido – compositor, arranjador
- Danny Chung – letrista

## Desempenho nas tabelas musicais
| Tabela musical (2022)                    | Melhor posição |
| ---------------------------------------- | -------------- |
| Alemanha (Official German Charts)        | 31             |
| Austrália (ARIA)                         | 1              |
| Coreia do Sul (Circle)                   | 22             |
| Japão (Japan Hot 100)                    | 22             |
| Japão (Digital Singles da Oricon)        | 18             |
| Holanda (Single Tip)                     | 2              |
| Irlanda (IRMA)                           | 23             |
| Itália (FIMI)                            | 94             |
| Lituânia (AGATA)                         | 11             |
| Nova Zelândia (Recorded Music NZ)        | 9              |
| Reino Unido (UK Singles da OCC)          | 22             |
| Suécia (Heatseeker da Sverigetopplistan) | 1              |

## Histórico de lançamento
| Região | Data                 | Formato                    | Gravadora     | Ref.  |
| ------ | -------------------- | -------------------------- | ------------- | ----- |
| Várias | 19 de agosto de 2022 | Download digital streaming | YG Interscope | [ 7 ] |